# Селігмен (Міссурі)
Селігмен (англ. Seligman) — місто (англ. city) в США, в окрузі Баррі штату Міссурі. Населення — 813 особи (2020).

## Географія
Селігмен розташований за координатами 36°31′24″ пн. ш. 93°56′20″ зх. д. / 36.52333° пн. ш. 93.93889° зх. д. (36.523399, -93.938989).  За даними Бюро перепису населення США в 2010 році місто мало площу 3,23 км², з яких 3,23 км² — суходіл та 0,01 км² — водойми.

### Клімат
| Клімат : Селігмен     | Клімат : Селігмен | Клімат : Селігмен | Клімат : Селігмен | Клімат : Селігмен | Клімат : Селігмен | Клімат : Селігмен | Клімат : Селігмен | Клімат : Селігмен | Клімат : Селігмен | Клімат : Селігмен | Клімат : Селігмен | Клімат : Селігмен | Клімат : Селігмен |
| Показник              | Січ.              | Лют.              | Бер.              | Квіт.             | Трав.             | Черв.             | Лип.              | Серп.             | Вер.              | Жовт.             | Лист.             | Груд.             | Рік               |
| Середній максимум, °C | 7,4               | 9,7               | 14,3              | 20,3              | 24,1              | 28,2              | 31,1              | 31,1              | 27,1              | 21,6              | 14,3              | 8,9               | 19,8              |
| Середній мінімум, °C  | −4,6              | −2,7              | 1,3               | 7,2               | 12,0              | 16,6              | 19,1              | 18,3              | 14,2              | 8,4               | 2,2               | −2,8              | 7,4               |
| Норма опадів, мм      | 58                | 64                | 89                | 112               | 135               | 132               | 89                | 86                | 112               | 97                | 89                | 66                | 1128              |
| Днів з опадами        | 5                 | 6                 | 7                 | 9                 | 10                | 9                 | 6                 | 6                 | 7                 | 7                 | 6                 | 6                 | 84                |
| --------------------- | ----------------- | ----------------- | ----------------- | ----------------- | ----------------- | ----------------- | ----------------- | ----------------- | ----------------- | ----------------- | ----------------- | ----------------- | ----------------- |
| Джерело: Weatherbase  |                   |                   |                   |                   |                   |                   |                   |                   |                   |                   |                   |                   |                   |

## Демографія
Згідно з переписом 2010 року, у місті мешкала 851 особа в 320 домогосподарствах у складі 233 родин. Густота населення становила 263 особи/км².  Було 375 помешкань (116/км²).
Расовий склад населення:
| - 94,8 % — білих - 1,9 % — корінних американців - 0,5 % — чорних або афроамериканців - 0,4 % — азіатів |

До двох чи більше рас належало 1,6 %. Частка іспаномовних становила 2,7 % від усіх жителів.
За віковим діапазоном населення розподілялося таким чином: 27,7 % — особи молодші 18 років, 61,7 % — особи у віці 18—64 років, 10,6 % — особи у віці 65 років та старші. Медіана віку мешканця становила 37,3 року. На 100 осіб жіночої статі у місті припадало 95,2 чоловіків;  на 100 жінок у віці від 18 років та старших — 87,5 чоловіків також старших 18 років.
Середній дохід на одне домашнє господарство  становив 37 424 долари США (медіана — 27 563), а середній дохід на одну сім'ю — 40 131 долар (медіана — 32 300). Медіана доходів становила 31 641 долар для чоловіків та 25 556 доларів для жінок. За межею бідності перебувало 31,9 % осіб, у тому числі 42,5 % дітей у віці до 18 років та 15,2 % осіб у віці 65 років та старших.
Цивільне працевлаштоване населення становило 338 осіб. Основні галузі зайнятості: виробництво — 21,6 %, роздрібна торгівля — 21,3 %, науковці, спеціалісти, менеджери — 11,5 %, будівництво — 8,3 %.